# La sagra di Giarabub
La sagra di Giarabub (in alcuni testi Saga di Giarabub) è una canzone di guerra italiana.

## Storia
Scritta nel 1941 da Alberto Simeoni e Ferante Alvaro De Torres, e musicata da Mario Ruccione, venne composta dopo la battaglia di Giarabub, durante la quale, dal dicembre del 1940 al marzo del 1941, in un'oasi in Cirenaica al confine con l'Egitto, isolate truppe italiane al comando del tenente colonnello Salvatore Castagna, rimasto ferito nel combattimento, offrirono una strenua resistenza agli assedianti inglesi, fino alla capitolazione dovuta all'esaurirsi di viveri e munizioni. Conclusa la battaglia, agli italiani fu concesso l'onore delle armi per il loro sacrificio e la dura difesa, sfilando di fronte ad una rappresentanza del comando avversario.
Secondo lo storico Mario Isnenghi la canzone  vede gli autori costretti a rispondere alla dura realtà, ossia la disastrosa rotta in Cirenaica ad opera delle truppe britanniche,  con l'esaltazione di una sconfitta  e «[...] assume anche forti, e scarsamente credibili venature masochiste», dipingendo le contraddizioni dovute alla svolta inattesa delle operazioni militari, rivelanti il brusco contrasto tra ciò che il regime aveva proclamato con vent'anni di propaganda guerrafondaia e ciò che in realtà si era rivelata la guerra fascista, chiudendosi, con un ben magro conforto verbale in un malinconico e velleitario capovolgimento della realtà, menzionando i morti, fieri di non aver ceduto, certi ancora che «la fine dell'Inghilterra/ incomincia da Giarabùb» .
Grazie all'Ente Italiano per le Audizioni Radiofoniche (EIAR), la canzone divenne in quegli anni molto popolare, tanto che nel 1942 la canzone fece parte della colonna sonora del film Giarabub.
Nel 1971, nella scena finale del film In nome del popolo italiano di Dino Risi, compare un Vittorio Gassman vestito da soldato paracadutista che canta una strofa della canzone, per festeggiare la vittoria dell'Italia in una partita di calcio contro l'Inghilterra.